# Lance Reddick
Lance Reddick (7. června 1962 Baltimore, Maryland, USA – 17. března 2023, Los Angeles, Kalifornie) byl americký herec a zpěvák. 
Začínal jako divadelní herec a později začal dostávat menší role v různých seriálech. V letech 2008–2012 například hrál postavu Phillipa Broylese ve sci-fi seriálu Hranice nemožného. Účinkoval ve filmech Tennessee (2008), Na dno nás nedostanete (2012) nebo Útok na Bílý dům (2013) a jako Charon ve filmech John Wick (2014–2023). V roce 2008 vydal své první hudební album Contemplations & Remembrances.